# Sociology
Sociology  är en framstående brittisk vetenskaplig tidskrift inom sociologi som började utges 1967. Det beskrivs av John Brewer som "the flagship journal of the British Sociological Association and the United Kingdom's premier sociology journal" och av Anthony Giddens som "one of the leading journals in the social sciences".
Sociology har tidigare publicerats av Cambridge University Press och har publicerats av SAGE Publications sedan 2002.